# 山田浅蔵
山田 浅蔵（やまだ あさぞう、1919年12月19日 - 2008年8月21日）は、日本の音楽教育者・学者。

## 人物・来歴
滋賀県出身。東京音楽学校卒。東京都立白鴎高等学校音楽教諭、武蔵野音楽大学教授。90年定年退職。

## 著書
- 『音楽 昭和31年版』 (高校入学者のための学力検査対策シリーズ）旺文社, 1955
- 『音楽の突破 昭和32年版』 (高校入試突破シリーズ）旺文社, 1956
- 『実践音楽教育学』音楽之友社, 1991.4
- 『これでいいのか、音楽教育 指導実践における問題点』音楽之友社, 1996.10

### 共編著
- 『目と耳による音楽の学習 少年少女のための音楽実技全集 [第1]』全5巻 木村信之、高山清司共編. 音楽之友社, 1961
- 『目と耳による音楽の学習 少年少女のための音楽実技全集 [第2] (器楽編』全8巻 木村信之、高山清司共編. 音楽之友社, 1961
- 『音楽鑑賞のすべて』高山清司共編. 音楽之友社, 1962
- 『音楽教育相談室 問答形式による』有馬俊一,杉中巧共著. 音楽之友社, 1964
- 『音楽の図鑑』 (小学館の学習図鑑シリーズ）浜野政雄,百瀬三郎共著 1964